# モントルー・ジャズ・フェスティバル・ジャパン・イン・かわさき
モントルー・ジャズ・フェスティバル・ジャパン・イン・かわさきは、2011年から神奈川県川崎市で開催されているジャズ・フェスティバルである。
2009年8月9日に当時代々木に合った音楽制作会社スーパーボーイに打ち合わせで訪問していた後の誘致のきっかけを作った宮本浩巨がおり、あとから、日本のMJF代理人と自称する酒井捷八、以前のソニー時代の部下、戸田祐子が集まりモントルー・ジャズ・フェスティバルの創始者クロード・ノブス(Claude Nobs)が元気なうちに日本での開催を希望した。答えが出ず持ち帰り、川崎市多摩区に在住の宮本浩巨が東京、横浜には色々あるが川崎にないことが多い事、音楽大学が二つある事、ミューザかわさきシンフォニーホールがある事。羽田空港の国際線が近い事などを主な理由の一つとして考え、今の子供たちが世の中の疲弊により、夢も見られない事実を気の毒に感じ、独自の企画書を作成しクロード・ノブスに上提した。それで、川崎の存在をまったく知らない彼に川崎市の存在、理由を丁寧に説明し、ようやく許諾。それから川崎市にその要望を伝えようとしたが川崎市及び関係団体は興味を示さず数週間無視され、ようやく受け入れた。そして2011年の3月の震災でホールが倒壊などで主催者である宮本たちは、延期を依頼したが受け入れられず、いったん震災でリセットしたにもかかわらず少ない予算でその後3回行われた同フェスよりも完成度の高い初回を終えた。また、この時の川崎市の不正は表沙汰になっていないが相当な金額となる。2年目からは好きなように行いたい川崎市と文化財団は、当初の立案者である宮本、総合プロデューサーを外し、行政主体のものとなってしまった。